# Verbicaro
Verbicaro község (comune) Olaszország Calabria régiójában, Cosenza megyében.

## Fekvése
A megye nyugati részén fekszik. Határai: Grisolia, Orsomarso, San Donato di Ninea és Santa Maria del Cedro.

## Története
Az évszázadok során egy Lauriához tartozó falu volt. Egyes történészi vélemények szerint a rómaiak által alapított ókori város, Aprustum romjain épült fel. A 19. század elején vált önálló községgé, amikor a Nápolyi Királyságban felszámolták a feudalizmust.

## Népessége
A népesség számának alakulása:

## Főbb látnivalói
- Sant’Antonio-templom
- Santa Maria del Piano-templom
- Santa Lucia-templom
- San Giuseppe--templom
- San Francesco di Paola-templom
- Madonna del Carmine-templom
- Sacro Cuore di Gesù-templom